# Warren Beatty
Henry Warren Beatty, ursprungligen Beaty, född 30 mars 1937 i Richmond i Virginia, är en amerikansk skådespelare, filmproducent, manusförfattare och filmregissör. Han är yngre bror till skådespelaren Shirley MacLaine.

## Biografi
Henry Warren Beaty föddes i Richmond i Virginia. Han är bror till Shirley MacLaine, och tillsammans började de uppträda i amatörteater, som regisserades av deras mor, som i ungdomen hade varit dramalärare, innan hon gifte sig och bildade familj.
Han studerade ett år vid Northwestern University, arbetade som byggnadsarbetare, tog sedan teaterlektioner för Stella Adler och fick så småningom småroller på TV. Han uppträdde på Broadway och gjorde sedan filmdebut 1961 mot Natalie Wood i Feber i blodet vilken gav honom ett mindre genombrott även om filmen inte blev någon stor kommersiell framgång. Därefter agerade han i en rad filmer som inte blev uppmärksammade på något vis och var mest känd som en av Hollywoods främsta kvinnokarlar. Redan tidigt gjorde sig Beatty även känd som en egensinnig skådespelare som vill kombinera kommersiell framgång med konstnärlig dito och han tackade bl.a. nej till att spela den unge president John F. Kennedy i en film (på presidentens direkta önskan) därför att han ansåg manuset för uselt.
Under Beattys första år hos Warner Bros. hade han sålunda ständiga konflikter med den då åldrige Jack Warner, som ofta hotade att förstöra hans karriär men som aldrig gjorde verklighet av sina hot. Warner accepterade rent av Beattys projekt Bonnie och Clyde (enligt vissa vittnen sedan Beatty skämtsamt fallit på knä inför honom) därför att han ansåg att budgeten var något så när acceptabel. Omkring 1966 behövde Beatty, som vid denna tid var mer känd för sina kvinnohistorier än för sin skådespelartalang, verkligen framgång. Hans sista film före Bonnie och Clyde, Mickey One (1965), hade floppat rejält. Beatty var inblandad i det som senare blev komedin Hej, pussycat (1965, med bl.a. Woody Allen) men kom att ramla ur projektet. Efter många turer kom Beatty dock att få en enorm framgång med Bonnie och Clyde, vilken han även producerade. Därmed tog hans karriär fart och han blev ett hett namn i Hollywood.
Beatty spelade 1971 huvudrollen i McCabe & Mrs. Miller, en revisionistisk Western regisserad av Robert Altman. Filmen blev endast en måttlig framgång. 
1978 gjorde han debut som regissör och Oscarbelönades 1981 för Reds.

## Privatliv

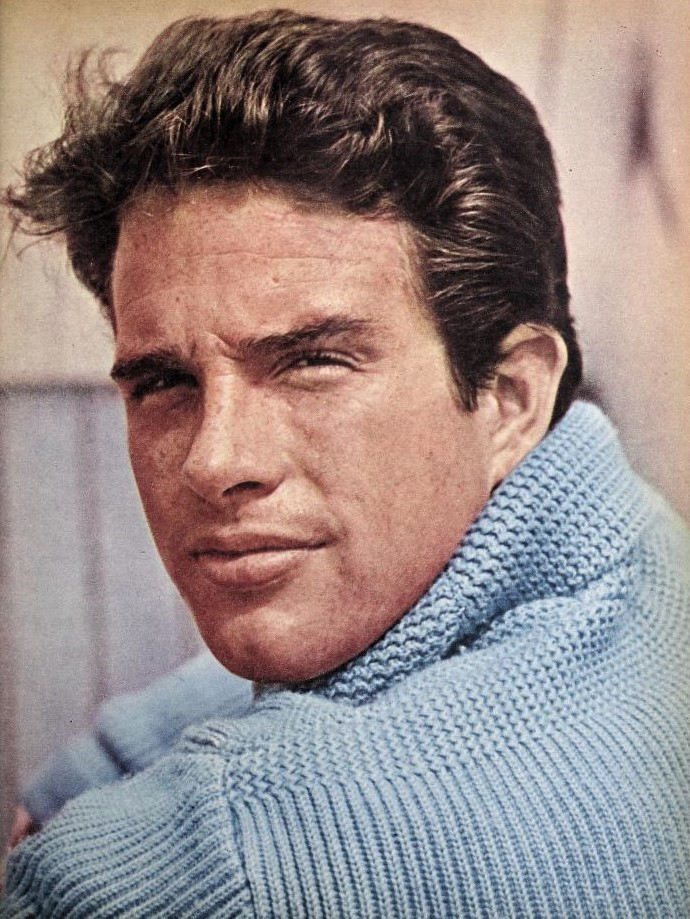
Warren Beatty 1961.

Privat har han rykte om sig som en verklig charmör, och han har haft kärleksaffärer med ett flertal av Hollywoods stora kvinnliga stjärnor: 1965 hade han en kärleksaffär med Leslie Caron under inspelningen av Lova henne allt!; något som hon tillstod i skilsmässoförhandlingarna med maken  regissören Peter Hall.
Han fortsatte sedan som ett slags Hollywoods Casanova. Bland alla hans kvinnoaffärer kan nämnas Joan Collins, Julie Christie, Madonna, Candice Bergen, Liv Ullmann, Brigitte Bardot, Carly Simon (som sägs ha skrivit sin stora hit "You're So Vain" efter sin romans med Beatty), Faye Dunaway, Cher och Britt Ekland. Han inledde ett förhållande med divan Stephanie Seymour men det var för en gångs skull hon som "dumpade" honom för att istället förlova sig med Axl Rose i rockgruppen Guns N' Roses.
Strax därefter gifte han sig den 12 mars 1992 med skådespelerskan Annette Bening och paret har fyra barn.

## Filmografi
- 1957 – Studio One in Hollywood (TV-serie) (roll)
- 1957 – Suspicion (TV-serie) (roll)
- 1959 – The Many Loves of Dobie Gillis (TV-serie) (roll)
- 1960 – Alcoa Presents: One Step Beyond (TV-serie) (roll)
- 1961 – Feber i blodet (roll)
- 1961 – Hennes italienske älskare (roll)
- 1962 – Oro i kroppen (roll)
- 1964 – Lilith (roll)
- 1965 – Mickey One (roll)
- 1965 – Lova henne allt! (roll)
- 1966 – Två äss i ärmen eller Kaleidoscope (roll)
- 1967 – Bonnie och Clyde (produktion och roll)
- 1970 – Det enda spelet i stan (roll)
- 1971 – McCabe & Mrs. Miller (roll)
- 1971 – Den perfekta stöten (roll)
- 1974 – Sista vittnet (roll)
- 1975 – Shampoo (manus, produktion och roll)
- 1975 – Tango för tre (roll)
- 1978 – Himlen kan vänta (manus, regi, produktion och roll)
- 1981 – Reds (manus, regi, produktion och roll)
- 1987 – Ishtar (produktion, roll)
- 1990 – Dick Tracy (regi, produktion och roll)
- 1991 – Bugsy (produktion, roll)
- 1994 – Love Affair (manus, produktion och roll)
- 1998 – Bulworth (manus, regi, produktion och roll)
- 2001 – Män och kvinnor (roll)
- 2010 – The Dick Tracy TV Special (regi, produktion och roll)
- 2016 – Rules Don't Apply (manus, regi, produktion och roll)